# Canton d'Arpajon
Le canton d'Arpajon est une circonscription électorale française française située dans le département de l'Essonne et la région Île-de-France.
À la suite du redécoupage cantonal de 2014, les limites territoriales du canton sont remaniées. Le nombre de communes du canton passe de 10 à 16.

## Géographie

### Situation
| Type d'occupation           | Pourcentage | Superficie (en hectares) |
| --------------------------- | ----------- | ------------------------ |
| Espace urbain construit     | 23,6 %      | 1 492,16                 |
| Espace urbain non construit | 6,1 %       | 385,21                   |
| Espace rural                | 70,4 %      | 4 454,77                 |
| Source : Iaurif             |             |                          |

Le canton d'Arpajon est organisé autour de la commune d'Arpajon dans les arrondissements de Palaiseau et d'Étampes. Son altitude varie entre quarante-deux mètres à Leuville-sur-Orge et cent soixante-huit mètres à Bruyères-le-Châtel, pour une altitude moyenne de quatre-vingt-treize mètres.

## Historique et composition
Entre 1793 et 1801, le canton de Franeval dans l'ancien département de Seine-et-Oise et l'ancien district de Corbeil comprenait les communes de Franeval, Avrainville, Bruyeres, Cheptainville, Egly, Guibeville, Leudeville, Marolles en Hurepoix, Lanorville, Ollainville, Saint Germain les Arpajon, Saint Vrain, Vert le Grand et Vert le Petit. En 1801, il fut intégré à l'arrondissement de Corbeil et augmenté des communes de Brétigny, Leuville, Linas, Montlhéry et Saint-Michel-sur-Orge. En 1962, le canton fut rattaché à l'arrondissement de Palaiseau.
Le canton d'Arpajon, division de l'actuel département de l'Essonne, fut créé par le décret no 67-589 du 20 juillet 1967, il regroupait à l'époque les communes d'Arpajon, Avrainville, Bruyères-le-Châtel, Cheptainville, Égly, Guibeville, La Norville, Ollainville et Saint-Germain-lès-Arpajon. Un nouveau décret ministériel daté du 7 décembre 1975 ajoutait la commune de Leuville-sur-Orge au canton.
Par décret du 24 février 2014, le nombre de cantons du département est divisé par deux, avec mise en application aux élections départementales de mars 2015. Le canton d'Arpajon est conservé et s'agrandit. Il passe de 10 à 16 communes.

## Représentation

### Conseillers généraux de 1833 à 2015
(1833 à 1967 : Seine-et-Oise - 1967 à 2015 : Essonne)
| Période | Période          | Identité                                   | Étiquette              | Qualité |
| ------- | ---------------- | ------------------------------------------ | ---------------------- | --- |
| 1833    | 1840 (démission) | Guillaume Marie Carré                      |                        | Propriétaire Maire de Bruyères-le-Châtel Député (mai à juillet 1815)                                                                      |
| 1840    | 1842             | Rémy Camet de la Bonnardière               |                        | Auditeur de Première classe au Conseil d'État Propriétaire du Domaine de la Roue à Linas                                                  |
| 1842    | 1848             | Vicomte Henri de Rochechouart de Mortemart | Conservateur Royaliste | Ancien officier de cavalerie, propriétaire à Saint-Vrain - Ancien page de Louis XVIII Député de Seine-Inférieure (1849-1851 et 1852-1856) |
| 1848    | 1852             | Antoine Marie Hébert                       |                        | Sous-chef aux Finances, propriétaire à Leuville                                                                                           |
| 1852    | 1880             | Pierre Jules Marquis                       | Droite                 | Maire de Brétigny-sur-Orge (....-1872) |
| 1880    | 1884 (démission) | Comte Anatole Camille Napoléon Guérin      | Républicain            | Notaire, maire de Montlhéry (1872-1879)                                                                                                   |
| 1884    | 1910             | Comte Jean-Baptiste Treilhard              | Conservateur           | Officier d'infanterie, maire de Marolles-en-Hurepoix Propriétaire avenue de Messine à Paris                                               |
| 1910    | 1940             | André Simon                                | Rad.                   | Agriculteur, maire de Bruyères-le-Châtel Propriétaire rue Copernic puis rue Ribera à Paris Nommé conseiller départemental en 1943         |
|         |                  |                                            |                        | |
| 1945    | 1951             | Louis Namy                                 | PCF                    | Peintre en bâtiment, conseiller municipal d'Arpajon                                                                                       |
| 1951    | 1958             | Pierre Loison                              | RPF puis « SE »        | Agriculteur-arboriculteur Conseiller municipal de Saint-Germain-en-Laye Sénateur de Seine-et-Oise (1948-1952)                             |
| 1958    | 1979             | Louis Namy                                 | PCF                    | Administrateur du journal "La Marseillaise de Seine-et-Oise" Sénateur de Seine-et-Oise puis de l'Essonne (1959-1975)                      |
| 1979    | 1985             | Jean Saint-Étienne                         | PCF                    | Agent EDF Maire de Saint-Germain-lès-Arpajon                                                                                              |
| 1985    | 1998             | Guy Clausier-Demannoury                    | DVD                    | Maire d'Égly (1971-2001) |
| 1998    | 2011             | Monique Goguelat                           | PS                     | Retraitée de l'enseignement Maire de Saint-Germain-lès-Arpajon                                                                            |
| 2011    | 2015             | Pascal Fournier                            | PS                     | Chef d'entreprise à Arpajon Vice-président du conseil général                                                                             |

#### Résultats électoraux
Élections cantonales, résultats des deuxièmes tours :
- Élections cantonales de 1992 : 61,13 % pour Guy Clausier-Demannoury (DVD), 38,87 % pour Jean Saint-Étienne (PCF), 59,52 % de participation[13].
- Élections cantonales de 1998 : 50,66 % pour Monique Goguelat (PS), 49,34 % pour Guy Clausier-Demannoury (DVD), 48,34 % de participation[14].
- Élections cantonales de 2004 : 52,07 % pour Monique Goguelat (PS), 47,93 % pour Philippe Le Fol (DVD), 66,78 % de participation[15].
- Élections cantonales de 2011 : 67,08 % pour Pascal Fournier (PS), 32,92 % pour Bernard Despalins (FN), 48,03 % de participation[16].

### Conseillers d'arrondissement (de 1833 à 1940)
Le canton d'Arpajon avait deux conseillers d'arrondissement jusqu'en 1895, et de 1919 à 1925.
Il appartenait à l'arrondissement de Corbeil.
| Période                                  | Période      | Identité                                 | Étiquette                | Qualité |
| ---------------------------------------- | ------------ | ---------------------------------------- | ------------------------ | --- |
| 1833                                     | 1836         | M. Fan                                   |                          | Propriétaire à Arpajon                                                                                            |
| 1833                                     | 1836         | M. Levassor                              |                          | Propriétaire, ancien maire de Marolles                                                                            |
| 1836                                     | 1842         | M. Billois                               |                          | Propriétaire à Arpajon                                                                                            |
| 1836                                     | 1848         | Pierre Divry (1778-1856)                 |                          | Propriétaire, maire de Linas                                                                                      |
| 1842                                     | 1848         | Claude Nicolas Hébert                    |                          | Propriétaire à Leuville-sur-Orge                                                                                  |
| 1848                                     | 1858         | M. Lambert                               |                          | Juge de paix à Arpajon                                                                                            |
|                                          |              |                                          |                          | |
| 1852                                     | 1860 (décès) | Claude Denis Cossonnet (1783-1860)       |                          | Propriétaire, maire de Leuville-sur-Orge                                                                          |
| 1858                                     | 1880         | M. Ingrain                               |                          | Suppléant du juge de paix à Arpajon                                                                               |
| 1860                                     | 1880         | Etienne François Saintin                 |                          | Maire de Montlhéry (1848-1862)                                                                                    |
| 1880                                     | 1886         | Jean-Baptiste Alfred Saintin (1835-1927) |                          | Sylviculteur, artiste peintre, conseiller municipal puis maire de Montlhéry (1888-1919)                           |
| 1880                                     | 1886         | Edmond Pouthier                          | Radical                  | Rentier, conseiller municipal de Montlhéry                                                                        |
| 1886                                     | 1892         | François Victor Jeanmaire                |                          | Négociant, maire d'Arpajon (1882-1895)                                                                            |
| 1886                                     | 1915 (décès) | Pierre Alexandre Prou (1835-1915)        |                          | Chef d'institution scolaire, maire de Montlhéry, Président du Conseil d'arrondissement                            |
| 1892                                     | 1907 (décès) | Jean Auguste Robert (1852-1907)          |                          | Épicier en gros à Arpajon, Président du Tribunal de commerce de Corbeil                                           |
| 1907                                     | 1911 (décès) | Emile Chevallier                         | Républicain progressiste | Agriculteur, maire de Brétigny-sur-Orge                                                                           |
| juin 1911                                | 1919         | Alfred Leblanc                           | Rad.soc.                 | Marchand de beurre et de fromage Maire de Brétigny-sur-Orge                                                       |
| 1915                                     | 1919         | siège vacant                             |                          | |
| 1919                                     | 1925         | Gustave Bourdonnais                      |                          | Propriétaire, maire de Marolles-en-Hurepoix                                                                       |
| 1919                                     | 1931         | Léon Dubos                               | Radical                  | Notaire à Montlhéry                                                                                               |
| 1931                                     | 1937         | Eugène Caramija                          | RG                       | Maire de Vert-le-Grand, propriétaire avenue d'Italie à Paris                                                      |
| 1937                                     | 1940         | Louis Babin                              | PC-SFIC                  | Médecin à Arpajon Déchu de son mandat le 15/02/1940 Fusillé comme otage près de Châteaubriant le 15 décembre 1941 |
| 1940                                     |              |                                          |                          | Les conseils d'arrondissement ont été suspendus par la loi du 12 octobre 1940 et n'ont jamais été réactivés       |
| Les données manquantes sont à compléter. |              |                                          |                          | |

### Conseillers départementaux depuis 2015
| Période élective | Période élective | Mandat | Mandat   | Identité           | Nuance | Nuance | Qualité |
| ---------------- | ---------------- | ------ | -------- | ------------------ | ------ | ------ | --- |
| 2015             | 2021             | 2015   | 2021     | Dominique Bougraud |        | UDI    | Cadre Maire de Lardy Présidente du groupe UDI, MODEM et non-inscrits                                                                                                  |
| 2015             | 2021             | 2015   | 2021     | Alexandre Touzet   |        | DVD    | Cadre Maire de Saint-Yon 5e Vice-président délégué à la prévention de la délinquance, à la sécurité, à l'égalité femme-homme, au monde combattant et à la citoyenneté |
| 2021             | 2028             | 2021   | en cours | Dominique Bougraud |        | UDI    | Conseillère sortante, 12ème Vice-présidente en charge des ressources humaines et affaires générales                                                                   |
| 2021             | 2028             | 2021   | en cours | Alexandre Touzet   |        | LR     | Conseiller sortant, 7ème Vice-président en charge de la citoyenneté, la prévention, la sécurité et au monde combattant                                                |

### Résultats détaillés

#### Élections de mars 2015
À l'issue du 1er tour des élections départementales de 2015, trois binômes sont en ballottage : Dominique Bougraud et Alexandre Touzet (Union de la Droite, 32,96 %), Pascal Fournier et Nicole Perrier (PS, 31,80 %) et Alain Buffle et Catherine Morin (FN, 32,85 %). Le taux de participation est de 49,56 % (19 318 votants sur 38 980 inscrits) contre 47,42 % au niveau départemental et 50,17 % au niveau national.
Au second tour, Dominique Bougraud et Alexandre Touzet (Union de la Droite) sont élus avec 52,07 % des suffrages exprimés et un taux de participation de 50,82 % (6 996 voix pour 19 809 votants et 7 735 inscrits).

#### Élections de juin 2021
Le premier tour des élections départementales de 2021 est marqué par un très faible taux de participation (33,26 % au niveau national). Dans le canton d'Arpajon, ce taux de participation est de 29,83 % (12 191 votants sur 40 864 inscrits) contre 30,18 % au niveau départemental. À l'issue de ce premier tour, deux binômes sont en ballottage : Dominique Bougraud et Alexandre Touzet (Union au centre et à droite, 40,25 %) et Michel Collet et Sarah Krimi (Union à gauche, 38,86 %).
Le second tour des élections est marqué une nouvelle fois par une abstention massive équivalente au premier tour. Les taux de participation sont de 34,36 % au niveau national, 32,47 % dans le département et 32,81 % dans le canton d'Arpajon. Dominique Bougraud et Alexandre Touzet (Union au centre et à droite) sont élus avec 55,1 % des suffrages exprimés (6 945 voix pour 13 409 votants et 40 874 inscrits),,.

## Composition

### Composition avant 2015

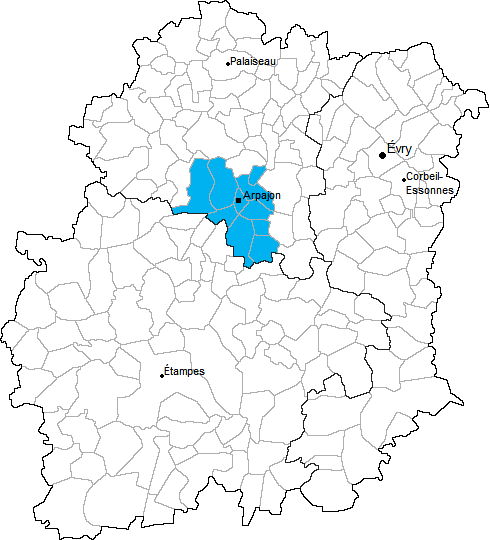
Situation du canton d'Arpajon dans le département de l'Essonne avant 2015.

Le canton d'Arpajon comptait dix communes.
| Nom                       | Code Insee | Codepostal | Superficie (km2) | Population (dernière pop. légale) | Densité (hab./km2) |
| ------------------------- | ---------- | ---------- | ---------------- | --------------------------------- | ------------------ |
| Arpajon (chef-lieu)       | 91021      | 91290      | 2,40             | 10 832 (2012)                     | 4 513              |
| Avrainville               | 91041      | 91630      | 9,14             | 845 (2012)                        | 92                 |
| Bruyères-le-Châtel        | 91115      | 91680      | 12,90            | 3 513 (2012)                      | 272                |
| Cheptainville             | 91156      | 91630      | 7,15             | 1 896 (2012)                      | 265                |
| Égly                      | 91207      | 91520      | 3,95             | 5 413 (2012)                      | 1 370              |
| Guibeville                | 91292      | 91630      | 2,61             | 709 (2012)                        | 272                |
| La Norville               | 91457      | 91290      | 4,52             | 4 083 (2012)                      | 903                |
| Leuville-sur-Orge         | 91333      | 91310      | 2,49             | 4 074 (2012)                      | 1 636              |
| Ollainville               | 91461      | 91340      | 11,33            | 4 613 (2012)                      | 407                |
| Saint-Germain-lès-Arpajon | 91552      | 91180      | 6,31             | 9 412 (2012)                      | 1 492              |

### Composition depuis 2015
Le canton d'Arpajon comprend désormais seize communes entières.
| Nom                             | Code Insee | Intercommunalité                | Superficie (km2) | Population (dernière pop. légale) | Densité (hab./km2) | Modifier                                    |
| ------------------------------- | ---------- | ------------------------------- | ---------------- | --------------------------------- | ------------------ | ------------------------------------------- |
| Arpajon (bureau centralisateur) | 91021      | CA Cœur d'Essonne Agglomération | 2,40             | 11 503 (2022)                     | 4 793              | modifier les données · modifier les données |
| Avrainville                     | 91041      | CA Cœur d'Essonne Agglomération | 9,14             | 1 045 (2022)                      | 114                | modifier les données · modifier les données |
| Boissy-sous-Saint-Yon           | 91085      | CC Entre Juine et Renarde       | 8,04             | 3 855 (2022)                      | 479                | modifier les données · modifier les données |
| Bouray-sur-Juine                | 91095      | CC Entre Juine et Renarde       | 7,23             | 2 077 (2022)                      | 287                | modifier les données · modifier les données |
| Bruyères-le-Châtel              | 91115      | CA Cœur d'Essonne Agglomération | 12,90            | 3 738 (2022)                      | 290                | modifier les données · modifier les données |
| Cheptainville                   | 91156      | CA Cœur d'Essonne Agglomération | 7,15             | 2 212 (2022)                      | 309                | modifier les données · modifier les données |
| Égly                            | 91207      | CA Cœur d'Essonne Agglomération | 3,95             | 7 078 (2022)                      | 1 792              | modifier les données · modifier les données |
| Guibeville                      | 91292      | CA Cœur d'Essonne Agglomération | 2,61             | 929 (2022)                        | 356                | modifier les données · modifier les données |
| Janville-sur-Juine              | 91318      | CC Entre Juine et Renarde       | 10,67            | 1 997 (2022)                      | 187                | modifier les données · modifier les données |
| Lardy                           | 91330      | CC Entre Juine et Renarde       | 7,63             | 5 572 (2022)                      | 730                | modifier les données · modifier les données |
| Leuville-sur-Orge               | 91333      | CA Cœur d'Essonne Agglomération | 2,49             | 4 307 (2022)                      | 1 730              | modifier les données · modifier les données |
| La Norville                     | 91457      | CA Cœur d'Essonne Agglomération | 4,52             | 4 308 (2022)                      | 953                | modifier les données · modifier les données |
| Ollainville                     | 91461      | CA Cœur d'Essonne Agglomération | 11,33            | 5 361 (2022)                      | 473                | modifier les données · modifier les données |
| Saint-Germain-lès-Arpajon       | 91552      | CA Cœur d'Essonne Agglomération | 6,31             | 11 577 (2022)                     | 1 835              | modifier les données · modifier les données |
| Saint-Yon                       | 91581      | CC Entre Juine et Renarde       | 4,66             | 914 (2022)                        | 196                | modifier les données · modifier les données |
| Torfou                          | 91619      | CC Entre Juine et Renarde       | 3,50             | 277 (2022)                        | 79                 | modifier les données · modifier les données |
| Canton d'Arpajon                | 9101       |                                 | 104,53           | 66 750 (2022)                     | 639                | modifier les données                        |

## Démographie

### Démographie avant 2015

#### Évolution démographique
| 1962   | 1968   | 1975   | 1982   | 1990   | 1999   | 2006   | 2011   | 2012   |
| ------ | ------ | ------ | ------ | ------ | ------ | ------ | ------ | ------ |
| 14 473 | 19 203 | 27 900 | 29 768 | 35 604 | 39 983 | 42 957 | 44 822 | 45 390 |

#### Pyramide des âges
| Hommes | Classe d’âge | Femmes |
| ------ | ------------ | ------ |
| 0,1    | 90 ans ou +  | 0,7    |
| 3,8    | 75 à 89 ans  | 6,1    |
| 11,2   | 60 à 74 ans  | 11,3   |
| 19,7   | 45 à 59 ans  | 19,7   |
| 22,6   | 30 à 44 ans  | 22,1   |
| 20,5   | 15 à 29 ans  | 19,5   |
| 22,0   | 0 à 14 ans   | 20,7   |

| Hommes | Classe d’âge | Femmes |
| ------ | ------------ | ------ |
| 0,3    | 90 ans ou +  | 0,8    |
| 4,4    | 75 à 89 ans  | 6,7    |
| 11,3   | 60 à 74 ans  | 11,9   |
| 19,9   | 45 à 59 ans  | 20,0   |
| 21,9   | 30 à 44 ans  | 21,4   |
| 20,6   | 15 à 29 ans  | 19,2   |
| 21,7   | 0 à 14 ans   | 20,0   |

### Démographie depuis 2015
En 2022, le canton comptait 66 750 habitants, en évolution de +8,77 % par rapport à 2016 (Essonne : +2,89 %, France hors Mayotte : +2,11 %).
| 2013   | 2018   | 2022   |
| ------ | ------ | ------ |
| 60 275 | 63 168 | 66 750 |

## Économie

### Emplois, revenus et niveau de vie
| Répartition des emplois par catégories socioprofessionnelles en 2006. |              |                                           |                                                   |                            |                          |                           |
|                                                                       | Agriculteurs | Artisans, commerçants, chefs d'entreprise | Cadres et professions intellectuelles supérieures | Professions intermédiaires | Employés                 | Ouvriers                  |
| Canton d'Arpajon                                                      | 0,3 %        | 5,7 %                                     | 21,1 %                                            | 26,8 %                     | 27,5 %                   | 18,6 %                    |
| Département de l'Essonne                                              | 0,2 %        | 4,5 %                                     | 22,1 %                                            | 27,7 %                     | 27,6 %                   | 17,9 %                    |
| Moyenne nationale                                                     | 2,2 %        | 6,0 %                                     | 15,4 %                                            | 24,6 %                     | 28,7 %                   | 23,2 %                    |
| Répartition des emplois par secteurs d'activités en 2006.             |              |                                           |                                                   |                            |                          |                           |
|                                                                       | Agriculture  | Industrie                                 | Construction                                      | Commerce                   | Services aux entreprises | Services aux particuliers |
| Canton d'Arpajon                                                      | 1,3 %        | 10,9 %                                    | 7,6 %                                             | 10,7 %                     | 21,7 %                   | 6,8 %                     |
| Département de l'Essonne                                              | 0,8 %        | 11,5 %                                    | 6,1 %                                             | 15,4 %                     | 18,8 %                   | 6,4 %                     |
| Moyenne nationale                                                     | 3,5 %        | 15,2 %                                    | 6,4 %                                             | 13,3 %                     | 13,3 %                   | 7,6 %                     |
| Sources : Insee,                                                      |              |                                           |                                                   |                            |                          |                           |